# José Ignacio Hualde
José Ignacio Hualde (basc: Jose Ignacio Hualde)  (Ciudad Real, 1958) és un lingüista espanyol especialitzat en la llengua basca i en la fonologia sincrònica i diacrònica de l'espanyol. És professor de lingüística i és membre del Center for Latin American and Caribbean Studies. És professor del Departament d'Idiomes i del Departament de Lingüística de la Universitat d'Illinois a Urbana-Champaign i és el vicepresident de l'Association for Laboratory Phonology. La major part de les seves publicacions estan en anglès.

### Obres
- (en anglès) Basque Phonology (1999)
- (en basc) Euskararen azentuerak (1977)

### Col·laboracions a obres col·lectives
- (en anglès) The sounds of Spanish (2005)
- (en castellà) Introducción a la lingüística hispánica (2001)
- (en anglès) A Phonological Study of the Basque Dialect of Getxo (1992)
- (en anglès) The Basque Dialect of Lekeitio (1994)

### Obres coeditades
- (en anglès) Generative Studies in Basque Linguistics (1993)
- (en anglès) Towards a History of the Basque Language (1995)
- (en anglès) A Grammar of Basque (2003)